# Moscato di Scanzo (Rebsorte)
Moscato di Scanzo ist eine rote Rebsorte aus der Familie der Muskateller. Sie wird im gleichnamigen Wein Moscato di Scanzo , im Valcalepio  und  Bergamasca Moscato IGT verwendet. Erstmals schriftlich erwähnt wurde die Rebsorte im Jahr 1789 durch Baioni. Sie stammt direkt vom Muscat à petits grains blancs ab und ist somit im weiteren Sinn mit den Sorten Aleatico (mit dem sie in der Vergangenheit häufiger verwechselt wurde), Moscato Giallo, Moscato rosa del Trentino und Muscat d’Alexandrie verwandt. 2016 betrug die  Anbaufläche der Sorte 53 ha.
Die Rebsorte wird hauptsächlich in der Nähe der Gemeinde Scanzorosciate angebaut; sie liegt etwa sieben Kilometer ostnordöstlich von Bergamo.

## Ampelographische Sortenmerkmale
- Die Triebspitze ist offen. Sie ist leicht wollig behaart. Die grünen Jungblätter sind schwach behaart und glänzend.
- Die mittelgroßen Blätter sind rundlich (meist etwas länger als breit), fünflappig und deutlich gebuchtet. Die Stielbucht ist V-förmig offen. Das Blatt ist spitz gesägt. Die Zähne sind im Vergleich der Rebsorten mittelgroß. Die Blattoberfläche (auch Spreite genannt) ist glatt.
- Die pyramidal geformte Traube ist  geschultert, mittelgroß, lang und mittel dichtbeerig. Die ovalen Beeren sind mittelgroß und von blau-schwarzer Farbe. Das Aroma der saftigen Beere ist fein und verfügt über ein aromatisches Bukett mit Muskatgeschmack.

Aufgrund der dünnen Beerenhaut ist die Sorte empfindlich gegen den Falschen Mehltau der Weinrebe und diversen Sorten der Traubenfäule. Ferner reagiert sie empfindlich auf Magnesium- und Kaliummangel. Die Erträge sind unregelmäßig.
Reife: mittelspät.

## Synonyme
Moscatino di Scanzo, Pure Buona, Uve Merera